# Келіч
Келіч (перс. قليچ) — село в Ірані, у дегестані Гакімабад, у Центральному бахші, шахрестані Зарандіє остану Марказі. За даними перепису 2006 року, його населення становило 0 осіб, що проживали у складі 0 сімей.

## Клімат
Середня річна температура становить 14,86 °C, середня максимальна – 33,38 °C, а середня мінімальна – -6,87 °C. Середня річна кількість опадів – 245 мм.
| Клімат поселення                              | Клімат поселення | Клімат поселення | Клімат поселення | Клімат поселення | Клімат поселення | Клімат поселення | Клімат поселення | Клімат поселення | Клімат поселення | Клімат поселення | Клімат поселення | Клімат поселення | Клімат поселення |
| Показник                                      | Січ.             | Лют.             | Бер.             | Квіт.            | Трав.            | Черв.            | Лип.             | Серп.            | Вер.             | Жовт.            | Лист.            | Груд.            |                  |
| Середній максимум, °C                         | 9,80             | 11,71            | 16,47            | 22,93            | 27,56            | 32,50            | 33,38            | 32,32            | 28,57            | 22,53            | 16,00            | 9,86             |                  |
| Середня температура, °C                       | 1,46             | 3,38             | 8,11             | 14,59            | 19,23            | 24,17            | 27,48            | 26,44            | 22,67            | 16,64            | 10,10            | 3,97             |                  |
| Середній мінімум, °C                          | −6,87            | −4,96            | −0,2             | 6,25             | 10,90            | 15,84            | 21,60            | 20,54            | 16,78            | 10,76            | 4,22             | −1,93            |                  |
| Норма опадів, мм                              | 34               | 34               | 45               | 30               | 23               | 4                | 2                | 1                | 1                | 14               | 23               | 34               |                  |
| Середньомісячна швидкість вітру, м/с          | 1.58             | 2.10             | 2.92             | 3.05             | 2.82             | 2.74             | 2.83             | 2.71             | 2.34             | 2.22             | 2.00             | 1.45             |                  |
| Середньомісячна сонячна радіація, кДж/м²·день | 8996             | 11844            | 14337            | 18015            | 22037            | 26030            | 25784            | 23400            | 19794            | 14520            | 10759            | 8646             |                  |
| --------------------------------------------- | ---------------- | ---------------- | ---------------- | ---------------- | ---------------- | ---------------- | ---------------- | ---------------- | ---------------- | ---------------- | ---------------- | ---------------- | ---------------- |
| Джерело:                                      |                  |                  |                  |                  |                  |                  |                  |                  |                  |                  |                  |                  |                  |